# Трайбі (Флорида)
Трайбі (англ. Trilby) — переписна місцевість (CDP) в США, в окрузі Паско штату Флорида. Населення — 433 особи (2020).

## Географія
Трайбі розташоване за координатами 28°27′23″ пн. ш. 82°11′38″ зх. д. / 28.45639° пн. ш. 82.19389° зх. д. (28.456437, -82.193976).  За даними Бюро перепису населення США в 2010 році переписна місцевість мала площу 2,60 км², уся площа — суходіл.

## Демографія
Згідно з переписом 2010 року, у переписній місцевості мешкало 419 осіб у 165 домогосподарствах у складі 113 родин. Густота населення становила 161 особа/км².  Було 203 помешкання (78/км²).
Расовий склад населення:
| - 62,5 % — білих - 30,3 % — чорних або афроамериканців - 0,2 % — корінних американців - 5,5 % — осіб інших рас |

До двох чи більше рас належало 1,4 %. Частка іспаномовних становила 11,5 % від усіх жителів.
За віковим діапазоном населення розподілялося таким чином: 20,8 % — особи молодші 18 років, 61,5 % — особи у віці 18—64 років, 17,7 % — особи у віці 65 років та старші. Медіана віку мешканця становила 43,3 року. На 100 осіб жіночої статі у переписній місцевості припадало 94,0 чоловіків;  на 100 жінок у віці від 18 років та старших — 90,8 чоловіків також старших 18 років.
Середній дохід на одне домашнє господарство  становив 35 587 доларів США (медіана — 28 307), а середній дохід на одну сім'ю — 57 759 доларів (медіана — 50 938). За межею бідності перебувало 15,9 % осіб, у тому числі 0,0 % дітей у віці до 18 років та 11,4 % осіб у віці 65 років та старших.
Цивільне працевлаштоване населення становило 98 осіб. Основні галузі зайнятості: науковці, спеціалісти, менеджери — 65,3 %, виробництво — 19,4 %, фінанси, страхування та нерухомість — 8,2 %.